# Carel Copier
Carel Copier (Mill, 22 januari 1952 – Sint Anthonis, 31 mei 2024) was een Nederlands drummer, zanger en kunstenaar. Hij verwierf bekendheid als lid van Doe Maar tussen 1978 en 1981.

## Biografie
Copier speelde in de jaren 70 met de eveneens uit Mill afkomstige Jan Hendriks in de band Steam. In 1978 werd Hendriks door pianist Ernst Jansz benaderd om te komen spelen in een nieuwe gelegenheidsband voor het Festival Of Fools, dat in Amsterdam werd gehouden. Jansz kende Hendriks via bassist Piet Dekker, die Hendriks ontmoet had na een optreden van De Rumbones en die ook zou meespelen in de band. Hendriks stelde Jansz voor Copier aan te trekken als drummer. De Foels Bent Doe Maar, zoals de band ging heten, bestond eerst uit negen leden, maar werd na het festival gereduceerd tot vier muzikanten: Jansz, Hendriks, Copier en Dekker. Ook de bandnaam werd hierop ingekort tot Doe Maar.
Hij speelde mee op de albums Doe Maar en Skunk en was in 1980, samen met de overige toenmalige bandleden van Doe Maar, te horen in het nummer Geen carnaval op het album Van een afstand van Boudewijn de Groot. Naast het drummen schreef en zong Copier ook enkele nummers van Doe Maar. Hij was de leadzanger van Verdomme ik doe het wel alleen op het eerste titelloze album en Nix voor jou en Te laat op het tweede album Skunk en zong op enkele andere nummers op de achtergrond. Hij schreef Als de morgen komt (met Jansz), Nix voor jou (met Joost Belinfante) en Te laat.
Nadat de single Sinds 1 dag of 2 (32 jaar) de onderste regionen van de hitparade bereikte en Smoorverliefd de Top40 zelfs niet binnenkwam, begon de band plannen te maken voor een derde album. Copier liep in deze periode wederom een spierscheuring op in zijn lies. Hij besloot, mede vanwege het tegenvallende succes van de band en drang naar meer zekerheid, kort voor de doorbraak van de band te stoppen met drummen. Hij werd bij Doe Maar opgevolgd door René van Collem. Copier zei later geen spijt te hebben van het verlaten van Doe Maar, maar dat hij het wel jammer vond dat hij er niet op de een of andere manier meer de vruchten van heeft kunnen plukken.
Na zijn vertrek uit Doe Maar ging Copier zich concentreren op schilderen. Hij vestigde zich in Oeffelt. In 2012 liet hij weer van zich horen als zanger. Op Youtube werd het nummer Leven geplaatst, een samenwerking met Henry van Tienen.
In juni 2016 trad hij tijdens drie concerten van Doe Maar in de Ziggo Dome op als gast. Hij zong 'zijn' nummers Nix voor Jou en Te Laat.
De laatste jaren van zijn leven speelde hij in de band Boem3, waarin eerder ook Will Theunissen van de Frank Boeijen Groep speelde. Carel Copier overleed 31 mei 2024 op 72-jarige leeftijd aan kanker, na een verblijf van enkele maanden in een hospice in Sint Anthonis.

## Overige bandleden over Copier
Copier werd door zowel Ernst Jansz als Henny Vrienten geprezen voor zijn zangprestaties in Doe Maar.
Hij was een beetje hees, maar volgens ons nog steeds de beste zanger van Nederland.— Henny Vrienten tijdens het afscheidsconcert in 1984
Alleen misten we Carels stem, eigenlijk de beste van ons allemaal, vooral in de koortjes. Dat is eigenlijk nooit meer helemaal goed gekomen.— Ernst Jansz over Doris Day en andere stukken in 2012

## Doe Maar nummers gezongen door Copier

### OpDoe Maar
- Wees niet bang voor mijn lul, tweede stem naast Piet Dekker
- Verdomme ik doe het wel alleen
- Er verandert niks

### OpSkunk
- Te laat
- Nix voor jou
- Dansen met Alice (achtergrond)

## Doe Maar nummers geschreven door Copier

### OpDoe Maar
- Als de morgen komt (met Ernst Jansz)

### OpSkunk
- Te laat
- Nix voor jou (met Joost Belinfante)

- MusicBrainz: f0be4ad1-348e-496c-9d37-55abf3e11596